# بئر باهرمز (المكلا)

تعديل مصدري - تعديل

بئر باهرمز هي إحدى قرى عزلة المكلا بمديرية المكلا التابعة لمحافظة حضرموت، بلغ تعداد سكانها 18 نسمة حسب تعداد اليمن لعام 2004.